# Herodes Archelaos
Herodes Archelaos, född cirka 23 f.Kr, död cirka 16 e.Kr, var en judisk furste, son till Herodes den store. 
I Herodes testamente stod sonen Herodes Archelaos angiven som härskare över Judeen, Samarien och Idumeen. Archelaos båda bröder Herodes Antipas och Herodes Filippos gjorde också anspråk på titeln som härskare och år 4 e.Kr åkte Archelaos till Rom för att försvara sin titel inför kejsare Augustus. Augustus bekräftade Herodes testamente men erkände inte Archelaos som kung utan utsåg honom istället som etnark för att på så vis göra honom beroende av Rom.
Efter upprepade anklagelser om våld mot sina judiska undersåtar blev han år 6 e.Kr kallad till Rom av kejsare Augustus. Efter rättegång mot Archelaos, där han utan framgång försvarades av den blivande kejsaren Tiberius, blev han avsatt och förvisad till Gallien.

## Källor

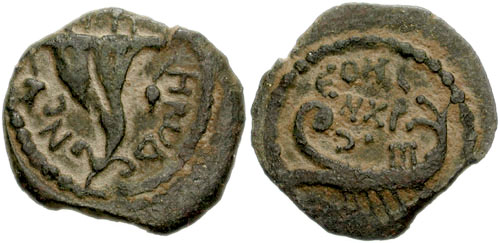
Mynt präglade under Herod Archelaos regeringstid.